# For Whom the Bell Tolls
«For Whom the Bell Tolls» (с англ. — «По ком звонит колокол») — песня группы Metallica, третий и последний сингл из их второго альбома Ride the Lightning, вышедшего в 1984 году. Она была сочинена Клиффом Бёртоном, Джеймсом Хэтфилдом и Ларсом Ульрихом.

## Участники записи
- Джеймс Хетфилд — вокал, ритм-гитара
- Кирк Хэмметт — соло-гитара
- Клифф Бёртон – бас-гитара
- Ларс Ульрих — ударные

## Описание
Эта песня написана по части романа «По ком звонит колокол», написанного Эрнестом Хемингуэем. В романе речь идёт о судьбе пяти республиканских партизан в ходе Гражданской войны в Испании, которые пытались спастись от фалангистов, но на холме попали в окружение и были убиты вражеским самолётом.
Песня играется в довольно низком для трэш-метала темпе. Ритм-гитарная партия Джеймса Хэтфилда состоит из отдельных медленно-играющихся power-аккордов, лишь в припеве и во вступлении он играет риффы, построенные на основе хроматической гаммы. Также в песне отсутствует гитарное соло, вместо него Кирк Хэмметт играет повторяющиеся риффы в высоком регистре.
Вступительное соло, написанное Клиффом Бёртоном ещё до присоединения к Metallica, было исполнено им на бас-гитаре с эффектами дисторшн и wah-wah. Впервые Бёртон сыграл его в 1979 году в 12-минутном джеме в «Битве групп» в составе своей первой группы Agents of Misfortune.
Гитары и бас-гитара в песне настроены немного выше стандартного строя (нота Ля=450 Гц) и выше, чем в других песнях альбома.

## Кавер-версии
Эта композиция также встречается в альбоме S&M, при записи которого Metallica играла с симфоническим  оркестром Сан-Франциско.
Ремикс DJ Spooky появился в фильме Спаун как саундтрек.
Кавер-версия в исполнении Эми Мейер вошла в саундтрек мультсериала Голубоглазый самурай.

## Значение
По результатам опроса читателей издательства TeamRock гитарный рефрен «For Whom the Bell Tolls» в 2017 году вошёл в число двадцати величайших гитарных риффов всех времён. В марте 2023 года группа авторов американского издания Rolling Stone включила песню в список «100 величайших хеви-метал песен всех времён». В этом рейтинге она заняла 39-ю позицию.

## Список композиций
| №                   | Название                         | Длительность |
| ------------------- | -------------------------------- | ------------ |
| 1.                  | «For Whom the Bell Tolls (Edit)» | 3:59         |
| 2.                  | «For Whom the Bell Tolls»        | 5:10         |
| Общая длительность: | Общая длительность:              | 9:09         |

## Позиции в чартах
| Chart (2019)                                 | Peak position |
| -------------------------------------------- | ------------- |
| США (Billboard Hot Rock & Alternative Songs) | 18            |

## Сертификация
| Регион                                                                      | Сертификация  | Продажи   |
| --------------------------------------------------------------------------- | ------------- | --------- |
| Австралия (ARIA)                                                            | 2× Платиновый | 140 000   |
| Великобритания (BPI)                                                        | Золотой       | 400 000   |
| США (RIAA)                                                                  | 3× Платиновый | 3 000 000 |
| Данные о продажах + прослушиваниях приведены только на основе сертификации. |               |           |